# 書目控制
書目控制（Bibliographic Control），指對於每本圖書、每件文獻、甚至每種書寫的思想、有聲資料的內容、存佚、所在，均加以妥善登錄與組織。
書目控制（Bibliographic Control）一詞，一般認為係由美國圖書館學專家伊凡斯（Luther Evans）於1964年首度提出。然此概念則可追溯到1895年，奧特里特（Paul Otlet）與拉方騰（Henri La Fontain）創立國際書目學會（International Institute of Bibliography）。

## 目的
希望將人類各種溝通紀錄有系統地排列，以便於管理、傳遞及利用。其主要功能為協助人們迅速了解某位作者所撰寫的書籍、各類學科或各地區主要出版品等等。

## 內涵
書目控制是建立、儲存、操作並檢索資料的過程，蘊含兩個層面，一為描述層（Descriptive Domain），一為探索層（Exploitative Domain）。前者以保存為導向，將收藏的資料經由編目、製作索引、摘要等方式加以描述，以便能適切的指引；後者為使用者導向，在此領域中，資訊需求者不但查詢所需資料，並有效地加以利用。
書目控制與書目組織（Bibliographic Organization）常被交替使用。兩者意義雖相似，但嚴格而言，前者強調的是經由一系列的運作以產生各資訊的目錄；後者則著重於書目的排列、結構、製作、檢索方法，及書目專家的教育等方面。

## 需求要件
要達到書目控制的目的，應具備下列基本要求：
1.各類資料目錄：
包含圖書、期刊、政府出版品、音樂作品、小冊子、論文、視聽資料及電子出版品等類型。
2.期刊論文索引
3.出版社、書商、學會、圖書館及其他相關組織名錄：
包括書目著錄、編目規則、主題分析及機讀編目格式等。